# Joe Dundee
Joe Dundee (właśc. Samuel Lazzaro, ur. 15 sierpnia 1903 w Rzymie, zm. 31 marca 1982 w Baltimore) – amerykański bokser, zawodowy mistrz świata kategorii półśredniej.
Urodził się we Włoszech, ale jako dziecko wyemigrował z rodziną do Stanów Zjednoczonych i osiedlił się w Baltimore. Jego młodszy brat Vince Dundee był również zawodowym bokserem, mistrzem świata w wadze średniej.
Joe Dundee rozpoczął karierę boksera zawodowego w 1919. Walczył w wadze półśredniej. Pierwsze dwa pojedynki przegrał, ale potem większość walk wygrywał, choć np. w 1922 doznał porażki przez dyskwalifikację z byłym mistrzem świata w wadze koguciej Kidem Williamsem. 16 lipca 1925 zremisował z Lewem Tendlerem, a po serii kolejnych dwunastu zwycięstw zmierzył się 24 czerwca 1926 w Madison Square Garden w Nowym Jorku z Mickeyem Walkerem, który miesiąc wcześniej stracił mistrzostwo świata w wadze półśredniej. Dundee wygrał tę walkę przez techniczny nokaut w 8. rundzie.
Po stoczeniu następnych siedmiu walk, z których przegrał tylko jedną, Dundee spotkał się 6 czerwca 1927 w Nowym Jorku w pojedynku o mistrzostwo świata w wadze półśredniej. Po 15 rundach wygrał niejednogłośnie na punkty z obrońcą tytułu Pete’em Latzo i został nowym mistrzem. W obronie tytułu Dundee stoczył walkę no decision z Billym Drako, którą zdaniem prasy wygrał. Później odbył kilka pojedynków towarzyskich, w których mistrzostwo nie było stawką. 21 marca 1929 National Boxing Association pozbawiła Dundee'ego tytułu mistrza świata za uchylanie się od walki z Young Jackiem Thompsonem lub Jackie Fieldsem. Był jednak nadal uznawany za mistrza przez NYSAC.
25 lipca 1929 w Detroit Dundee spotkał się z Jackie Fieldsem, który od 25 marca tego roku był uważany przez NBA za mistrza świata, w pojedynku o uniwersalne mistrzostwo świata w wadze półśredniej. W 2. rundzie Dundee został dwukrotnie powalony na deski, a następnie zadał cios poniżej pasa, za który został zdyskwalifikowany.
Stoczył potem jeszcze 13 walk, z których warto wspomnieć porażkę z Benem Jebym we wrześniu 1930 i w lutym 1931 zakończył zawodowe uprawianie boksu. Zmarł w 1982.